# アオイモリ
アオイモリ（Cynops cyanurus）は、両生綱有尾目イモリ科イモリ属に分類される有尾類。別名ハナダイモリ。

## 分布
中華人民共和国（貴州省西部、雲南省中部）固有種
模式標本の産地（模式産地）は水城市（貴州省）だが、模式産地の個体群は絶滅している。

## 形態
全長7.3 - 11.5センチメートル。頭胴長オス4.1 - 5.4センチメートル、メス3.8 - 6.3センチメートル。皮膚の表面は粗い顆粒状で、背面正中線上に稜が発達する。尾は頭胴長よりも短い。背面の体色は暗褐色や灰緑色で、黒い斑紋が入り尾側面で顕著。背側面に橙色の斑紋が入る個体もいる。喉から胴体、尾前半部までの腹面の体色は赤や橙色。眼後部に1 - 2個の橙や赤の斑点が入る個体が多い。
耳腺は発達しない。喉に明瞭な横皺が入る。四肢は短く、後肢の趾は5本。
オスは胴体に沿って前肢を後方へ後肢を前方に伸ばすと、指と趾が重複して接する。オスの総排泄口の後端にある肉壁に突起が発達し糸状になる。繁殖期になるとオスの尾側面に青い婚姻色が現れる。メスは胴体に沿って前肢を後方へ後肢を前方に伸ばすと指と趾が接するものの重複しないか、接しない。

## 分類
チェンコンイモリをシノニムとする説もあったが、独立種とする説が有力。
1979年にC. c. yunnnanensisが先に記載されたが、模式標本の指定などがなかったため記載は無効とされた。1983年にC. c. chuxiongensisと改めてC. c. yunnnanensisが記載されたが、前者の方が早かったため亜種ユンナンアオイモリの学名はC. c. chuxiongensisとされる。
一方でミトコンドリアDNAの分子解析では、C. c. yunnnanensisの模式産地である雲南省無量山個体群の遺伝的距離が他の個体群から大きいと推定されている。
Cynops cyanurus cyanurus　Liu, Hu & Yang, 1962 アオイモリ
中華人民共和国（貴州省西部）
総排泄腔の隆起全体が赤や橙色。
Cynops cyanurus chuxiongensis Fei & Ye, 1983 ユンナンアオイモリ
中華人民共和国（雲南省中部）。模式産地は楚雄市。
総排泄腔の隆起の前方のみが赤や橙色。

## 生態
標高2,000メートル付近にある池、水田などに生息する。5か月以上絶食して冬眠することもある。
食性は動物食で、昆虫、水生動物などを食べる。
繁殖形態は卵生。4 - 10月（主に5 - 6月と考えられている）の主に夜間（83%）に、1日に4個の卵を平均57日間にわたり産む。幼生は9-翌1月（産卵から約112日）に変態して幼体になる。飼育下では10年以上の生存記録がある。

## 人間との関係
ペットとして飼育されることもあり、日本にも輸入されている。2005年にまとまった量の輸入例があった。
アクアリウムか、アクアテラリウムで飼育する。